# Elberto (voleibolista)
Elberto Furtado Júnior (Belo Horizonte, 13 de junho de 1965 é um ex-voleibolista indoor brasileiro, que atuou na Central, que desde as categorias de base serviu a Seleção Brasileira,  disputou o Campeonato Mundial Juvenil de 1985 na Itália, e na seleção principal obteve  a medalha de bronze na edição dos Jogos Pan-Americanos de 1987 nos Estados Unidos. Em clubes foi bicampeão em edições do Campeonato Sul-Americano de Clubes, nos anos de 1984 e 1985, Peru e Paraguai, respectivamente, além da medalha de prata na edição de 1986 no Chile. Formado em Engenharia Civil, é atualmente advogado especializado em Direito Esportivo.

## Carreira
Começou a trajetória no voleibol em 1975 nas categorias de base do Minas TC e desde 1980 já era convocado para as categorias de base da Seleção Brasileira. Pelo Minas Tênis Clube foi vice-campeão do Campeonato Mineiro de 1980 a 1983.
Embora fosse da categoria de base, já integrava a equipe principal do Fiat/Minas e conquistou o título do Campeonato Mineiro de 1984 além do inédito título do Campeonato Brasileiro de 1984, quando vestia a camisa#8 e sob o comando do técnico Young Wan Sohn, também obteve a  inédita medalha de ouro na edição do Campeonato Sul-Americano de Clubes de 1984 em Lima no Peru.
Ingressou na em 1984 na PUC-MG onde cursou Engenharia Civil pela Escola de Engenharia Kennedy, concluindo em 1997.Pelo Fiat/Minas conquistou mais um título do Campeonato Mineiro de 1985, além do bicampeonato no Campeonato Brasileiro de 1985 e  o bicampeonato no Campeonato Sul-Americano de Clubes de 1985 em Assunção , no Paraguai ocorreu de forma invicta.
Ainda na temporada de 1985 foi convocado para Seleção Brasileira pelo técnico José Carlos Brunoro em preparação para a edição do Campeonato Mundial Juvenil em Milão, na Itália, e numa excursão internacional pela Europa, participando de amistosos na França, Itália e Alemanha Oriental e na referida edição alcançou o sexto lugar.
Na jornada esportiva de 1986 atuando pelo Fiat/Minas conquistou o tricampeonato consecutivo do Campeonato Brasileiro e destacou-se individualmente entre os melhores sacadores da edição e foi eleito o Melhor Sacador da edição.No Campeonato Sul-Americano de Clubes de 1986 realizado em Santiago, no Chile, conquistou a medalha de prata.
Também pelo Fiat/Minas sagrou-se campeão da primeira edição do Circuito Nacional disputado no Ginásio do Bradesco, Rio de Janeiro. Esteve no elenco principal da Seleção Brasileira nos anos de 1985 e 1986 novamente sob o comando de José Carlos Brunoro para os treinamentos visando a edição do Campeonato Mundial de 1986, em Paris, na França, época que tinha a marca de 84 cm de impulsão, convocado pela boa técnica, velocidade pelo meio e eficiência no fundo de quadra, também estava no voleibol há 11 anos e não esteve no grupo que disputou o referido mundial, mas esteve no elenco que disputou o Torneio Pré-Olímpico  realizado em 1987 em Brasília, ocasião que vestia a camisa#10 e encerrou no terceiro lugar.
Ainda m 1987  atuou pelo clube catarinense   Sadia/Concórdia conquistando o título do Campeonato Catarinense e dos Jogos Abertos de Santa Catarina; também no mesmo ano foi vice-campeão da Copa Brasil  e  bronze na edição do Campeonato Brasileiro.
Na temporada de 1987 também integrou o elenco da Seleção Brasileira já sob o comando do Young Wan Sohn e participou do grupo que disputou a edição dos Jogos Pan-Americanos de 1987 em Indianápolis, nos Estados Unidos, ocasião que contribuiu para a conquista da medalha de bronze.
Em 1988 retornou a seleção após Bebeto de Freitas assumir o cargo de treinador, teve passagem pelo Teuto/Betim. Na temporada 1988-89 atuou pelo Fiat/Minas na conquista do vice-campeonato da correspondente Liga Nacional.
Na jornada esportiva 1990-91 transferiu-se para o voleibol italiano, quando defendeu s cores do Banca Popolare di Sassari Sant'Antiocona Liga A2 Italiana e finalizou na decima segunda posição. No período de 1991-92 passou atuar pelo voleibol francês, quando foi atleta do  CA Saint-Étienne e finalizou na sétima colocação da Liga A Francesa correspondente.
Renovou com o CA Saint-Étienne para a temporada 1992-93 encerrando a primeira etapa em terceiro lugar e conquistando a medalha de bronze ao final da Liga A Framcesa referente a esta jornada e nas estatistas foi o segundo Melhor Bloqueador da edição.
Em 2001 ingressa no Curso de Direito pela Faculdades Milton Campos e concluiu em 2006 com trabalho monográfico cujo título foi: Contrato de licença do uso de imagem do jogador profissional de futebol, fez no ano seguinte pós-graduação em Direito Esportivo, período que  fez Mestrado em Direito Público Comparado Europeu. Defendendo a Tese: O controle das Federações Esportivas pelo Estado  (controle de um órgão privado por um órgão público. Comparação entre a França e o Brasil), pela   Universidade Paris-Sorbonne.

## Títulos e resultados
- Pré-Olímpico Mundial:1987[23]
- Campeonato Brasileiro: 1984,[5]1985[8] e 1986[8]
- Liga Nacional:1988-89[34]
- Campeonato Brasileiro: 1987[26]
- Copa Brasil: 1987[26]
- Circuito Nacional:1986[18]
- Campeonato Catarinense:1987[25]
- Campeonato Mineiro:1984,1985
- Campeonato Mineiro:1980,[3]1981,[3]1982[3] e 1983[3]
- Jogos Abertos de Santa Catarina: 1987[26]

## Premiações individuais
- 2º Melhor Bloqueador da Liga A Francesa[1]
- Melhor Sacador do Campeonato Brasileiro de 1986[1]